# Opel 40PS
La 40PS era una piccola famiglia di autovetture di lusso prodotta dalla Casa automobilistica tedesca Opel dal 1905 al 1909.

## Profilo e storia
Nel 1903, la Opel lanciando la 20/22 PS esordì nel settore delle auto di lusso; l'anno seguente estese la sua presenza in tale settore proponendo la 30/32 PS di livello superiore, mentre nel 1905 lanciò il primo dei due modelli che andarono a costituire una piccola famiglia di vetture lusso, nonché le versioni di punta della gamma di lusso della Opel durante la seconda metà degli anni '900.

### La 35/40 PS
Il primo di questi due modelli ad essere introdotto fu la 35/40 PS, una vettura che al lancio rappresentava non solo il top della fascia di lusso Opel, ma più in generale anche il top dell'intera gamma della Casa tedesca. Solo a partire dall'anno seguente, con l'avvento della ancor più esclusiva 45/50 PS appartenente alla fascia di gran lusso, la 35/40 PS assunse il ruolo di "vice" top di gamma.

Fedele alla particolare architettura motoristica a cilindri accoppiati, anche nel caso della 35/40 PS, come già in alcuni modelli presentati poco tempo prima, la Opel utilizzò un 4 cilindri dotato di tale tipo di architettura. La cilindrata era di ben 6872 cm³. Il motore aveva una testata in ghisa ed un basamento in lega di alluminio. La distribuzione era a valvole laterali, ma non su un solo lato del motore, bensì su entrambi. Quasi inevitabile, quindi, che tali valvole dovessero essere azionate da due assi a camme, uno per lato, e difatti si scelse proprio tale soluzione. La potenza massima di questo propulsore era di 40 CV a 1500 giri/min.

Anche la trasmissione, sempre ad albero cardanico, proponeva la nuova soluzione della frizione a cono metallico. Il cambio era a quattro marce.

Il telaio era a pianale in lamiera di acciaio, rinforzata con elementi in legno. Le sospensioni erano ad assale rigido con molle a balestra semiellittiche. L'impianto frenante propose un'altra interessante soluzione, consistente nei freni, sempre agenti sulla trasmissione, come nella maggior parte delle vetture di allora, ma con in più un sistema di raffreddamento ad acqua.

Proposta sia come single che come double-phaeton, nonché come limousine, la 35/40 PS fu prodotta fino alla fine del 1906.

### La 25/40 PS
All'inizio del 1907, al posto della 35/40 PS fu lanciata la 25/40 PS, che propose diverse novità. In primo luogo, il motore fu rinnovato e ne fu ridotta la cilindrata riducendo l'alesaggio dei cilindri: come risultato si ottenne una cilindrata di 6334 cm³, ma la potenza rimase inalterata a 40 CV: ciò permise di contenere i consumi di carburante. L'architettura del motore rimase invece la stessa del precedente modello.

Identico alla 35/40 PS era anche lo schema della trasmissione, mentre evidenti differenze si ebbero a livello telaistico: la 25/40 PS nasceva infatti, non più su una struttura a pianale in acciaio, ma su una struttura a longheroni e traverse. Anche l'impianto frenante propose una particolarità, consistente in un doppio pedale: uno per il freno che agiva sul cambio ed uno per il freno che agiva sulle ruote posteriori, più la leva del freno a mano, sempre sul retrotreno. Immutato, invece, lo schema delle sospensioni.

La 25/40 PS fu proposta inoltre con un numero maggiore di varianti di carrozzeria: tolta la configurazione single-phaeton, si poteva però optare per una double o addirittura una triple-phaeton, cioè a tre file di sedili. Inoltre erano anche disponibili carrozzerie limousine, landaulet e coupé.

La 25/40 PS fu tolta di produzione alla fine del 1909.